# Étui (arme)
Pour les articles homonymes, voir Étui et Douille.

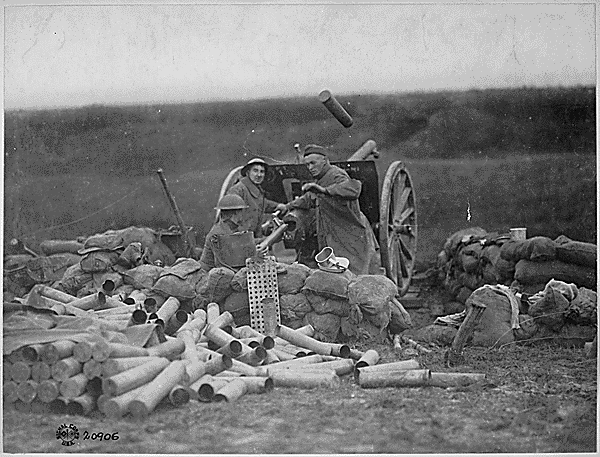
Douilles éjectées par un canon de 75, le plus utilisé pendant la Première Guerre mondiale.

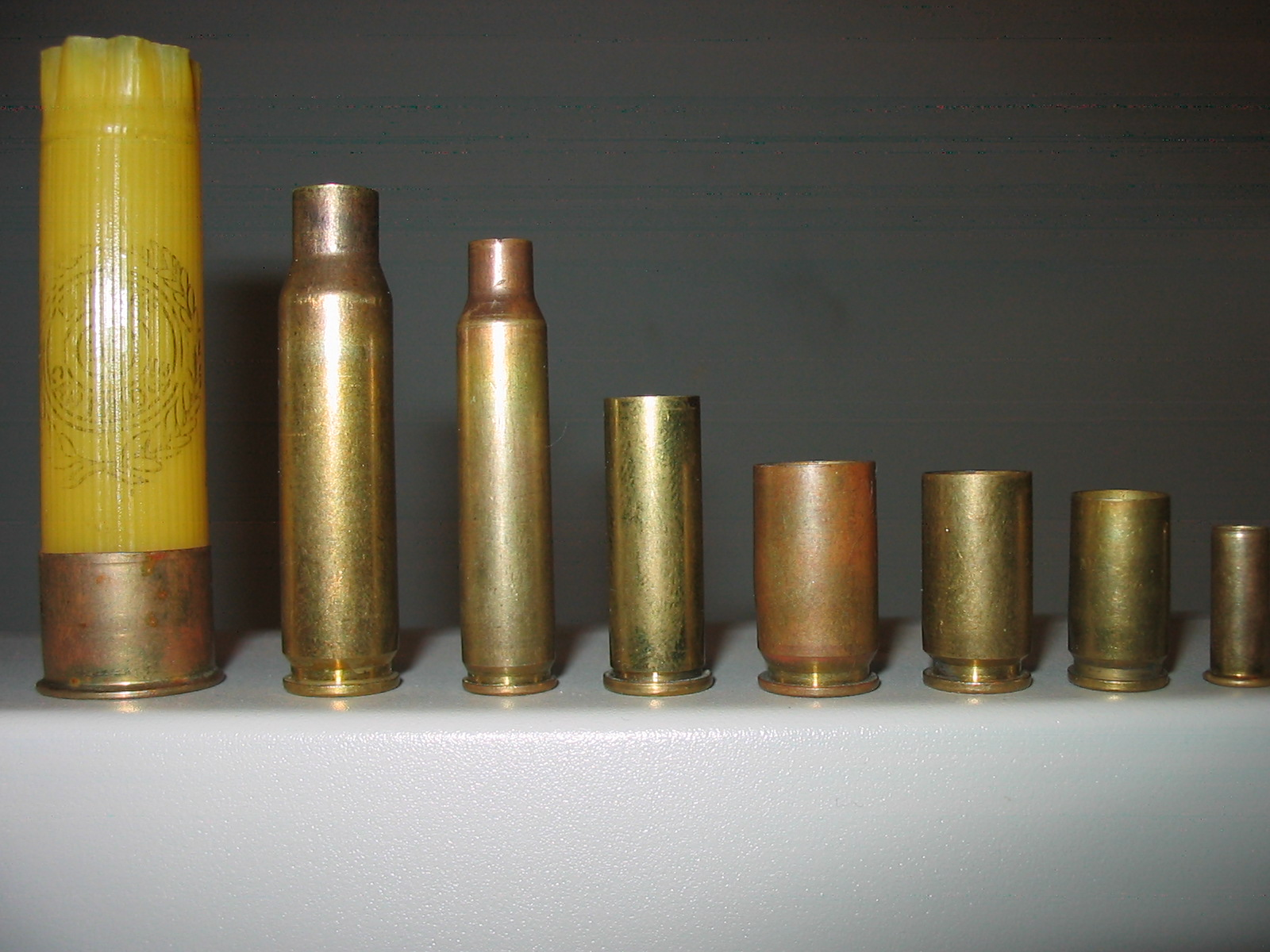
Exemples de douilles et d'étuis de différents modèles.

Un étui ou douille est un élément d'une cartouche qui solidarise ses composants, à savoir le projectile, la charge propulsive et l'amorce. Sa conception type est un cylindre en métal, en carton ou en plastique.

## Typologie
Historiquement, bien avant l'apparition des munitions modernes, la « douille » est la « partie d'un instrument ou pièce de métal, creuse et généralement cylindrique, destinée à recevoir une tige, à assembler deux pièces, ou à servir de manche, de poignée ». Le mot fut ainsi logiquement adopté pour les munitions quand elles deviennent métalliques. Dès 1864, le Littré donne pour  douille : « étui métallique contenant la charge explosive d'une cartouche ».
D'un point de vue sémantique, les militaires et spécialistes parlent normalement d'étui pour les munitions « petit » calibre , et de douille pour les munitions de plus fort calibre, le seuil étant fixé à 14 mm (arme contemporaine) ou 20 mm (arme ancienne)[réf. nécessaire]. On préférera donc « douille » pour les munitions de fusils de chasse dès le calibre 20 et les obus de pièces d'artillerie de tous calibres, et « étui » pour les autres munitions. Le grand public ne connait généralement que le terme « douille ».
L'étui (ou douille) est de forme le plus souvent cylindrique ou tronconique, parfois évasée ou flûtée. Il est creux, contient l'amorce et la composition propulsive, et enserre le projectile. Une fois la munition tirée, c'est la partie qui est éjectée.

## Description

### Fonction
L’étui a trois fonctions : maintenir ensemble les composants de la cartouche ; protéger les éléments pyrotechniques de l’humidité et des chocs ; sceller la chambre lors du tir afin que les gaz de combustion soient bien dirigés vers l’avant et non vers l’arrière. Ces fonctions impliquent que l’étui idéal est étanche et résistant, mais également suffisamment souple pour que, lors du tir, il se déforme et s’applique étroitement aux parois de la chambre pour la sceller parfaitement.

### Parties principales
L’étui est constitué de différentes parties, dont la forme et la taille caractérisent la cartouche. Au sommet de l’étui se trouve le collet (anglais neck), où la balle est sertie. Son bord supérieur est la lèvre (anglais mouth), qui est pincée (anglais crimped) pour fermer l’étui sur les cartouches à blanc. En dessous se trouve le corps abritant la charge propulsive, éventuellement raccordé au collet par un épaulement (anglais shoulder) si le corps a un diamètre supérieur à celui du collet. La base de l’étui est appelée culot (anglais head) et porte généralement des inscriptions permettant d’identifier le type, le fabricant et la date de fabrication de la cartouche. Selon sa forme générale, l’étui peut être dit cylindrique (anglais straight) lorsque le corps a un diamètre proche de celui du collet, conique (anglais tapered) lorsque le collet a un diamètre plus faible que le corps, mais sans qu’il y ait d'épaulement, et en col de bouteille (anglais bottlenecked) lorsque le collet a un diamètre plus faible que le corps, avec la présence d’un épaulement.

### Types d’amorces
Sur les cartouches à percussion centrale, le culot est percé en son centre pour recevoir la boîte d’amorce. La forme du logement diffère selon le type de celle-ci : les boîtes d’amorce de type Boxer contenant l’enclume permettant la mise à feu, le logement est un simple creux circulaire avec une grande lumière au centre ; en revanche, les boîtes d’amorce de type Berdan ne contenant pas d’enclume, celle-ci doit être intégrée dans le logement. Le plus souvent, le centre du logement est occupé par une protubérance servant d’enclume, avec deux petites lumières de part et d’autre de celle-ci. Sur le Berdan français, introduit dans les années 1970, le fond de l’étui est enfoncé depuis l’intérieur avec un poinçon, ce qui créé une enclume rectangulaire dont les bords forment la lumière. Sur le Berdan chinois, la lumière est triangulaire et l’encume est une bille.
L’amorce peut être maintenue en place de différentes manières : en enfonçant le métal sur toute la circonférence (anglais ringing), en l’enfonçant seulement en trois point ((anglais stacking), en pliant le métal par l’intérieur (anglais burring, par simple enfoncement (anglais press fitting) ou par vissage (anglais screw fitting), ce dernier n’étant utilisé que sur les gros calibres.

### Formes du culot

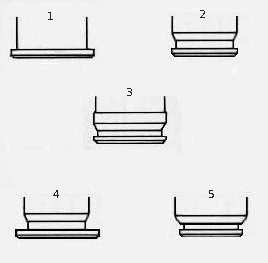
Types de culots : 1. à bourrelet ; 2. à gorge ; 3. à ceinture ; 4. à demi-bourrelet ; 5. à bourrelet réduit.

Le culot peut également comprendre à son pied un bourrelet (anglais rim), qui améliore le scellement de la chambre, et une gorge (anglais groove), qui permet à l’extracteur de l’arme d’agripper l’étui pour l’éjecter. Il en résulte différent types d’étui selon l’existence ou non de ces éléments. L’étui peut ainsi être à bourrelet (anglais rimmed), lorsque le pied du culot à un diamètre supérieur au corps et qu’il n’y a pas de gorge ; à demi-bourrelet (anglais semi-rimless), lorsque le pied du culot à un diamètre supérieur au corps et qu’il est surmonté d’une gorge ; à gorge (anglais rimless), lorsque le pied du culot à un diamètre égal au corps et qu’il y a une gorge ; à bourrelet réduit (anglais rebated) lorsque le bourrelet à un diamètre plus faible que le corps et qu’il y a une gorge. Enfin, sur l’étui à culot renforcé (anglais belted), le culot est entouré au dessus de la gorge d’une surépaisseur formant ceinture, ce qui permet de renforcer le culot sur des cartouches ayant une importante charge de poudre.

## Fabrication

### Matériaux
L’étui est le plus souvent en laiton, notamment sur les armes de petit calibre, car sa ductilité et sa résistance à la corrosion le rendent idéal pour cet usage. La proportion des alliages utilisés est généralement d’environ 30 % de zinc et 70 % de cuivre, le métal obtenu se déformant sans se déchirer.
L’acier est également très utilisé, à la fois pour des raisons économiques, pour sa masse plus faible et, sur les armes de gros calibre à tir rapide, car il résiste mieux aux chocs induits par les mécanismes de rechargement. Il est en revanche d’une part moins ductile que le laiton, donc scelle la chambre moins efficacement, et plus sensible à la corrosion. Il est ainsi le plus souvent protégé par du vernis ou un placage de cuivre ou de laiton. Le recours à l’acier est fréquent dans les pays d’Europe de l’Est et en Chine,.
Les alliages légers, comme l’aluminium, sont parfois utilisés pour les cartouches d’aviation en raison de leur plus faible densité permettant de réduire le poids total d’une cartouche de 25 à 38 %. Par exemple sur le canon GAU-8 Avenger de l’A-10, l’utilisation de l’aluminium plutôt que de l’acier permet de réduire la masse d’une cartouche de 207 g, soit plus de 270 kg sur un chargement complet. Ces matériaux ne sont toutefois utilisés de manière régulière que depuis les années 1980 du fait de la difficulté à obtenir de bons résultats.
Le papier et le carton se rencontrent surtout sur les cartouches anciennes, ce dernier ayant été utilisé jusqu’au début des années 1960 sur les cartouches de chasse pour les fusils à âme lisse. Il a depuis été remplacé dans ce rôle par le plastique[réf. souhaitée]. En dehors de cet usage, les polymères restent assez peu utilisés, à part sur certaine cartouches à blanc.

### Processus
Les étuis sont généralement fabriqués en une seule pièce. Un disque épais est poinçonné dans une feuille de métal, puis celui-ci est progressivement déformé de manière à former un tube. Si la cartouche comprend un collet, il est mis en forme de la même manière, puis le culot reçoit ses marquages, la gorge est mise en forme et la base forée pour pouvoir placer l’amorce.